# 밴프 스프링스 호텔
밴프 스프링스 호텔(The Fairmont Banff Springs)은 캐나다 로키산맥, 앨버타의 밴프 국립 공원의 휴양지에 위치한 호텔이다. 19세기에 캐나다 고급 철도 호텔로 세워졌으며, 1887년 6월 1일 대중에게 개장되었다. 현재는 OMERS가 페어몬트 밴프 스프링스 리조트 호텔이라는 이름으로 소유하고 있으며, 토론토에 있는 페어몬트 호텔 앤 리조트에 의해 운영되고 있다. 밴프 스프링스 호텔은 해발 1,414m에 자리를 잡고 있다.
이 호텔은 록키 산맥에 위치해 있으며, 온천과 가까이 있는 보우 폭포 바로 위에 자리를 잡고 있다. 이 호텔에서 보는 메인 뷰는 런들 산 방향의 계곡이며, 이곳은 노출된 고대의 경사진 지층으로 종종 지질학 서적에도 소개되고 있다. 이 호텔은 밴프의 리조트 커뮤니티에서 걸어서 갈 수 있는 거리에 있다.
1911년부터 시작하여, 1888년 지어진 호텔을 대체하기 위해 완전히 새로운 구조로 다시 지어졌다. 목조 건축물의 영향을 받은 쉴링 프라이스의 스타일은 새로운 콘크리트 건물로 대체되었고, 석재로 마감되었다. 새로운 건축물은 미국의 건축가인 월터 S. 페인터에 의해 설계가 이루어졌다.

캐나다 국립 사적지로 제정되어 있다.

## 개요
세계 유수의 리조트 호텔 중 하나로 자연 지형을 이용해 만들어져 있는 27홀 골프 코스도 높은 평가를 받는다.
캐나다 태평양 철도(CPR : Canadian Pacific Railways)의 윌리엄 코넬리우스 밴 혼 (William Cornelius Van Horne)이 철도 경영과 병행하여 19세기 후반에서 20세기 초반에 걸쳐 각지에 건설한 호텔 체인(CPH : Canadian Pacific Hotels) 중 체류형 리조트의 중심으로 건설되었다.
협곡을 따라 강이 굽이치는 산간 분지에 펼쳐지는 밴프의 리조트 커뮤니티의 한 획을 그은 건축물로 보우 강이 폭포가 되어 떨어지는 장소가 내려다 보이는 산 중턱의 숲에 화려한 외관을 자랑하면서 서 있다. 호텔에서 협곡을 사이에 두고 고대 지층이 노출되어 있어 지질학적으로도 높은 평가를 받고 있는 런들 산 (2948m)의 웅대한 전망을 볼 수 있다. 건물은 브루스 프라이스가 ‘스코틀랜드 배로니얼’(Scottish Baronial : 스코틀랜드 남작풍)이라고 불리는 스타일로 디자인 되었고, 밴 혼이 이 호텔을 만들 때에 표현한 유럽의 캐슬이나 샤토를 연상시키는 거대한 외관이 특징이다.
1887년 캐나다 최초의 국립공원 지정에 따라 건설에 착수하였고, 이듬해 1888년에 개업했다. 그 후 원래의 목조로 지은 건물은 1926년 화재로 소실되었지만, 1928년에 현재의 형태로 확장되면서 재건되었다.
1954년에는 로버트 미첨과 마릴린 먼로가 출연한 영화 ‘돌아오지 않는 강’(River of No Return)(오토 프레민저 감독)의 배경지로 사용되면서 유명해졌다.
눈 쌓인 겨울에는 폐쇄되었지만, 1968년에 전체에 걸쳐 난방시설이 보강되어 이후 연중 영업을 하게 되었다. 페어몬트 사가 운영을 하면서 새로운 온천 시설 등이 추가되었지만, 종전의 웅장함은 잃지 않으면서도 계곡에 접한 입구와 로비의 배치가 변경되었다. 그러나 이 호텔의 건축가는 개조를 “내 호텔을 개악할 것인가?”라고 반문했다.
같은 건축가의 손을 거친 도시형 호텔 ‘샤토 프롱트낙’도 주도 퀘벡의 랜드마크로 유명하다. 1999년에는 토론토에 본사를 둔 CPR계 캐나다 태평양 호텔 & 리조트 사(CPHR : Canadian Pacific Hotels & Resorts)가 페어몬트 호텔 즈 앤 리조트 사(Fairmont Hotels and Resorts)를 인수하면서 ‘페어몬트 브랜드’로 이러한 호텔을 경영하고 있다.

## 갤러리

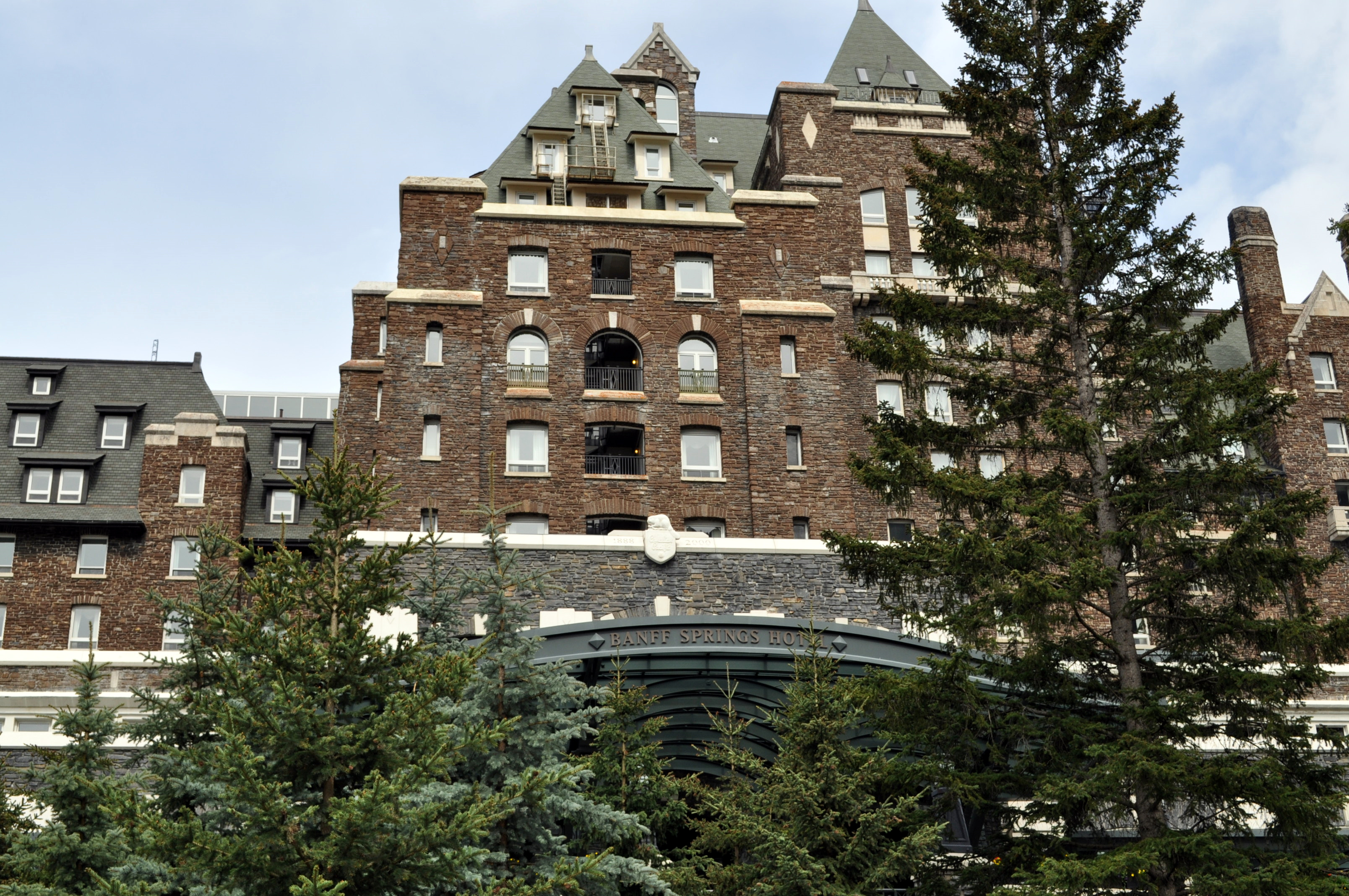
밴프 스프링스 호텔의 전면 뷰
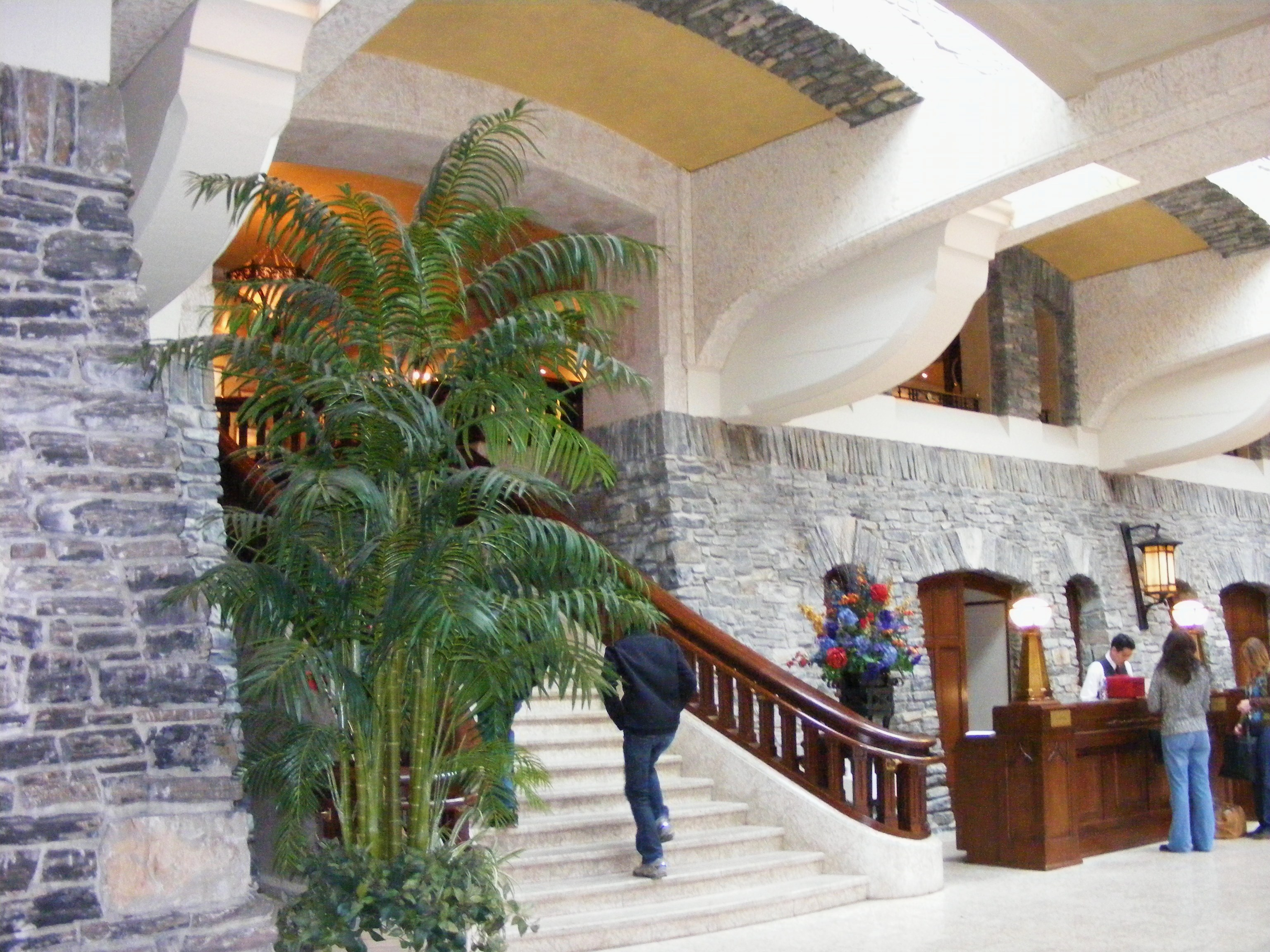
메인 로비의 그랜드 계단
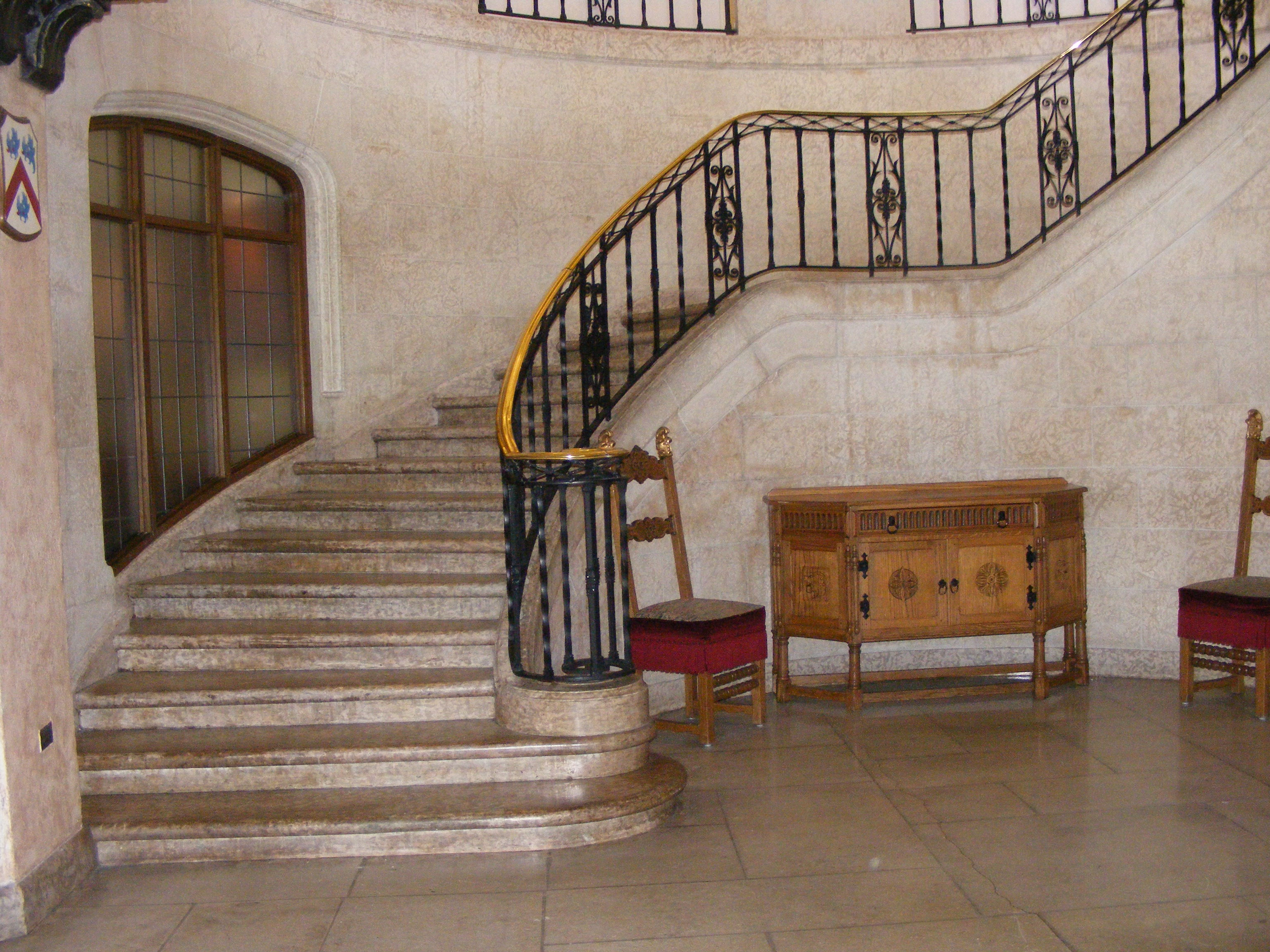
계단의 인테리어
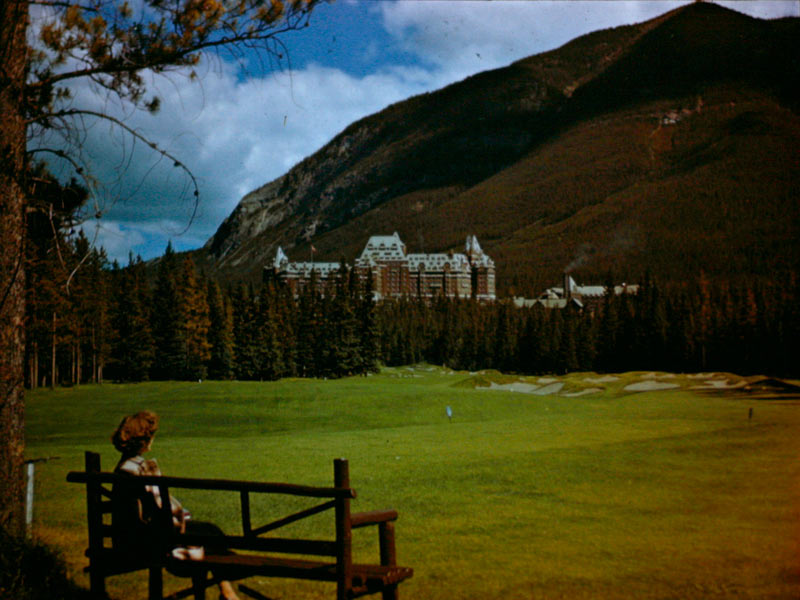
1966년의 호텔 골프 코스
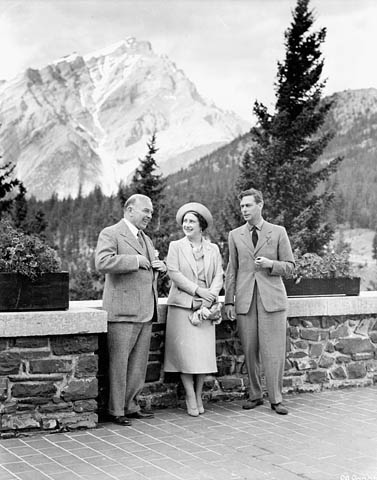
캐나다의 군주 조지 6세와 엘리자베스 여왕이 1939년 5월 27일 캐나다의 총리 윌리엄 라이언 매켄지 킹과 동반했다.
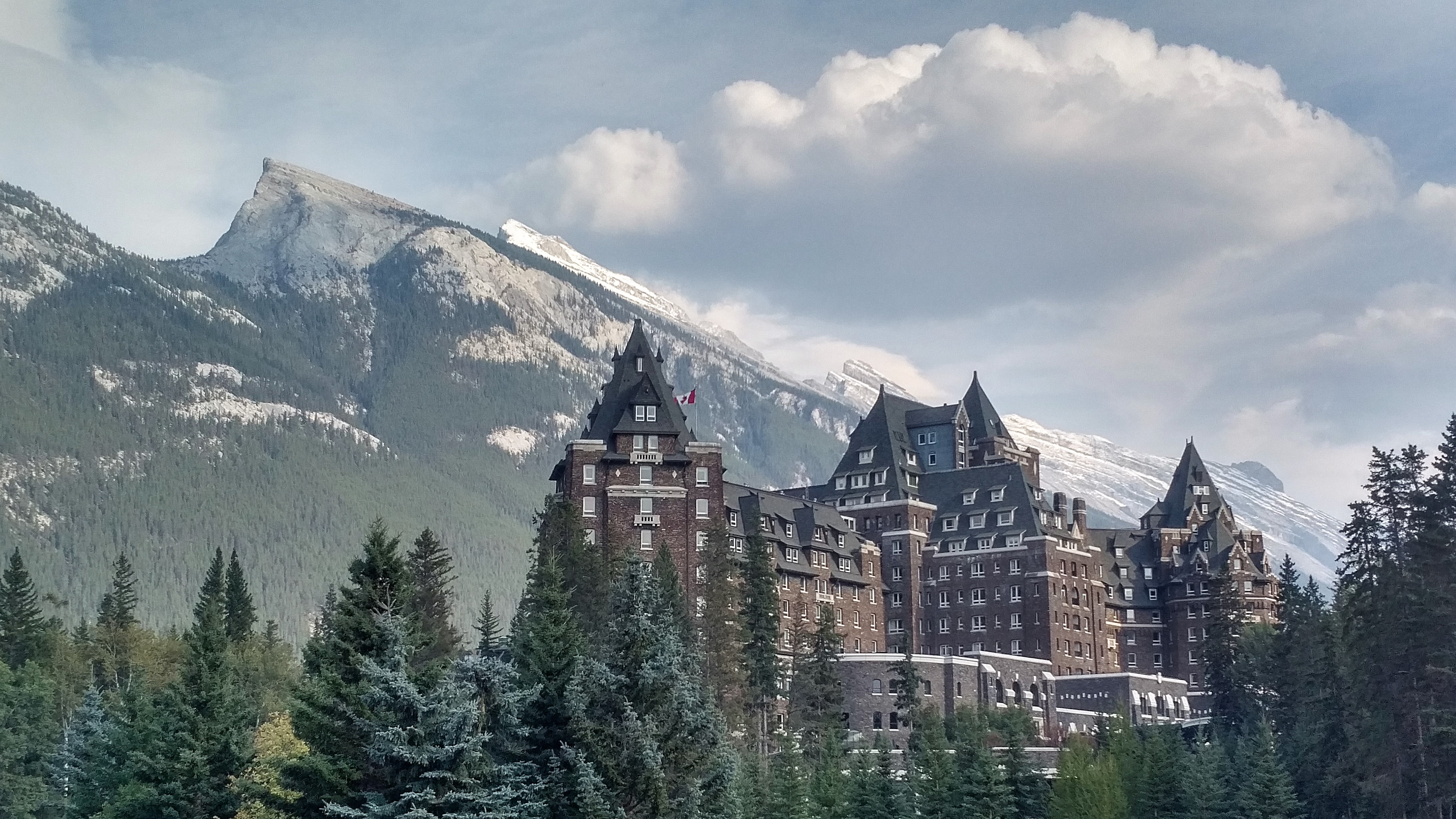
2017년 호텔 풍경

## 같이 보기
- 캐나다 국립 사적지

## 참고 문헌
- Banff Springs: The Story of a Hotel (2007; Summerthought Publishing)
- Rails & Rooms: A Timeless Canadian Journey (by Dave Preston; Whitecap Books)